# Ceirano 50 CM
Le Ceirano 50 CM est un utilitaire lourd fabriqué et commercialisé par le constructeur italien Ceirano entre 1927 et 1939. Ce sera le premier camion lancé par la marque. Il est la version lourde du Ceirano 47 CM.
Le 50 CM était utilisé pour Armée royale d'Italie ainsi que la Regia Aeronautica

## Histoire
Le modèle 50 CM fut le premier camion produit par Ceirano, peu avant son rachat par Fiat. 
En 1926, l'armée du Roi d'Italie lança un appel d'offres pour remplacer les valeureux Fiat 18 BL et BLR. À la suite des nouvelles règles éditées en 1925 dans le but de pouvoir réquisitionner des matériels civils sans avoir à les transformer, un prélude à l'obligation d'unification des matériels de 1937, les camions lourds devaient afficher une charge utile de 5 000 kg et un poids total en charge ne dépassant pas 10 000 kg. De plus, ils devaient être capables de tracter une remorque de 4 000 kg. Deux entreprises répondirent au concours : S.P.A. avec le type SPA 31 et Ceirano avec le 50 C. Ceirano n'avait jusqu'alors jamais fabriqué de camions, toute sa production étant tournée vers l'automobile. Cependant, la crise que traversait ce secteur poussa l'entreprise à se reconvertir vers les véhicules industriels.
La société Ceirano proposa également une version plus légère du 50 CM, le Ceirano 47 CM.
Les prototypes du SPA 31 et du Ceirano 50 C furent soumis à une longue série d'essais comparatifs par l'armée. À leur issue, en 1927, les deux camions furent méticuleusement inspectés sous tous les angles à Bologne afin de déterminer leur état d'usure exact. Le Ceirano se démontra être le plus résistant des deux et fut par conséquent adopté par le Regio Esercito en tant que camion lourd réglementaire, baptisé "Ceirano 50 CM". La Regia Aeronautica acquit également ce modèle à partir de 1927.
Le Ceirano 50 CM succéda donc au fameux Fiat 18 de la Grande Guerre et restera en service dans l'armée italienne quelques années après la fin de la Seconde Guerre mondiale.
Il sera fabriqué jusqu'en 1939 jusqu'à ce que l'armée italienne reçoive les premiers exemplaires du mythique Lancia 3Ro. Il sera retiré de tous les régiments en 1950 avec la mise en place des nouveaux corps italiens de l'Esercito Italiano.

## Technique
Le châssis était composé de deux longerons en acier. Il reposait sur deux essieux. Les suspensions étaient à lames semi-elliptiques. Les roues étaient composées d'un voile plein en acier et non pas de type artillerie avec des pneumatiques pleins. Le moteur, un 4 cylindres à essence Ceirano 50C de 4 712 cm3 monobloc en fonte, avec distribution à soupapes latérales et refroidissement à eau au moyen d'une pompe centrifuge, développait 53 ch à 1 900 tr/min. La magnéto d'allumage était fournie par Marelli et le carburateur était un Zenith 42HA. Le réservoir principal se trouvait sous le siège du conducteur, tandis qu'un réservoir auxiliaire de 20 litres était logé derrière le tableau de bord. La boîte de vitesses était à 4 rapports avant et une marche arrière. Le plateau était en bois avec une bâche de protection sur arceaux, pouvait recevoir 5 tonnes de marchandises.
Le Ceirano 50 CM fut présenté sous la forme d'une 2e série en 1931 avec l'adoption d'une installation électrique 12 V avec démarreur électrique. En conséquence, les phares à l'acétylène furent remplacés par des phares électriques. La cabine d'origine, fermée par une simple toile, fut remplacée par une cabine rigide munie d'un pare-brise. Les jantes à voile plein furent substituées par des jantes à voile percées de 8 trous.

## Les versions spéciales
Comme par le passé, les châssis des véhicules militaires ont tous fait l'objet d'adaptations pour des usages divers. En 1931, le châssis de Ceirano 50 CM fut utilisé pour la réalisation d'un atelier de campagne. L'atelier mobile des unités lourdes du train comprenait, en plus du fourgon-atelier, une remorque et un camion SPA 25 C/10 servant de magasin. La cabine élargie servait de bureau au chef d'atelier. Le caisson était constitué d'une structure en bois montée sur la plate-forme et surmontée d'un toit arrondi percé de trois vitres pour éclairer l'atelier. Les flancs du caisson étaient divisés en deux panneaux longitudinaux, s'ouvrant vers le haut pour le panneau supérieur, percé de 9 vitres, et vers le bas pour le panneau inférieur.
Sur un châssis renforcé baptisé "Ceirano 50 CMA" l'armée du Roi d'Italie installa un canon autopropulsé de 75/27 CK. C'est à partir de 1927 que l'Arsenale des Costruzioni Artiglierie de Naples (AREN) fut chargé d'équiper 14 batteries avec 56 pièces de 75/27 C.K. installées sur le châssis du Ceirano 50 CMA. 8 exemplaires furent expédiés en Éthiopie lors de la Seconde guerre italo-éthiopienne, 20 furent utilisés lors de la guerre civile espagnole et 166 furent mobilisés lors de la Seconde Guerre mondiale.  